# Fornax-Galaxienhaufen

Der Fornax-Galaxienhaufen. VISTA-Infrarot-Bild mit den auffälligen Galaxien NGC 1365 (Balkenspirale unten rechts) und NGC 1399 (elliptische Galaxie oben links).

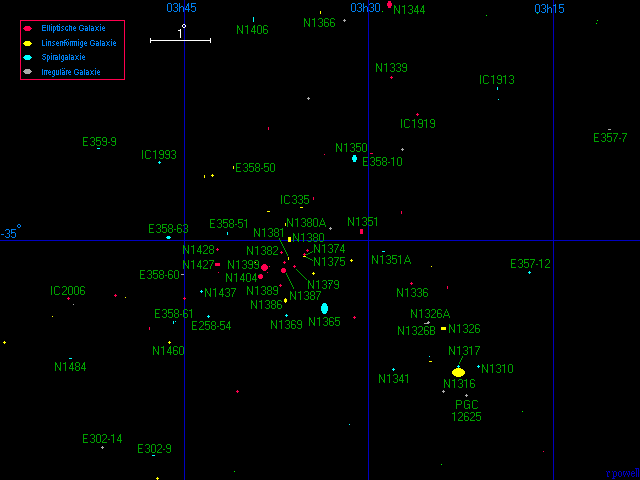
Karte des Fornax-Galaxienhaufens

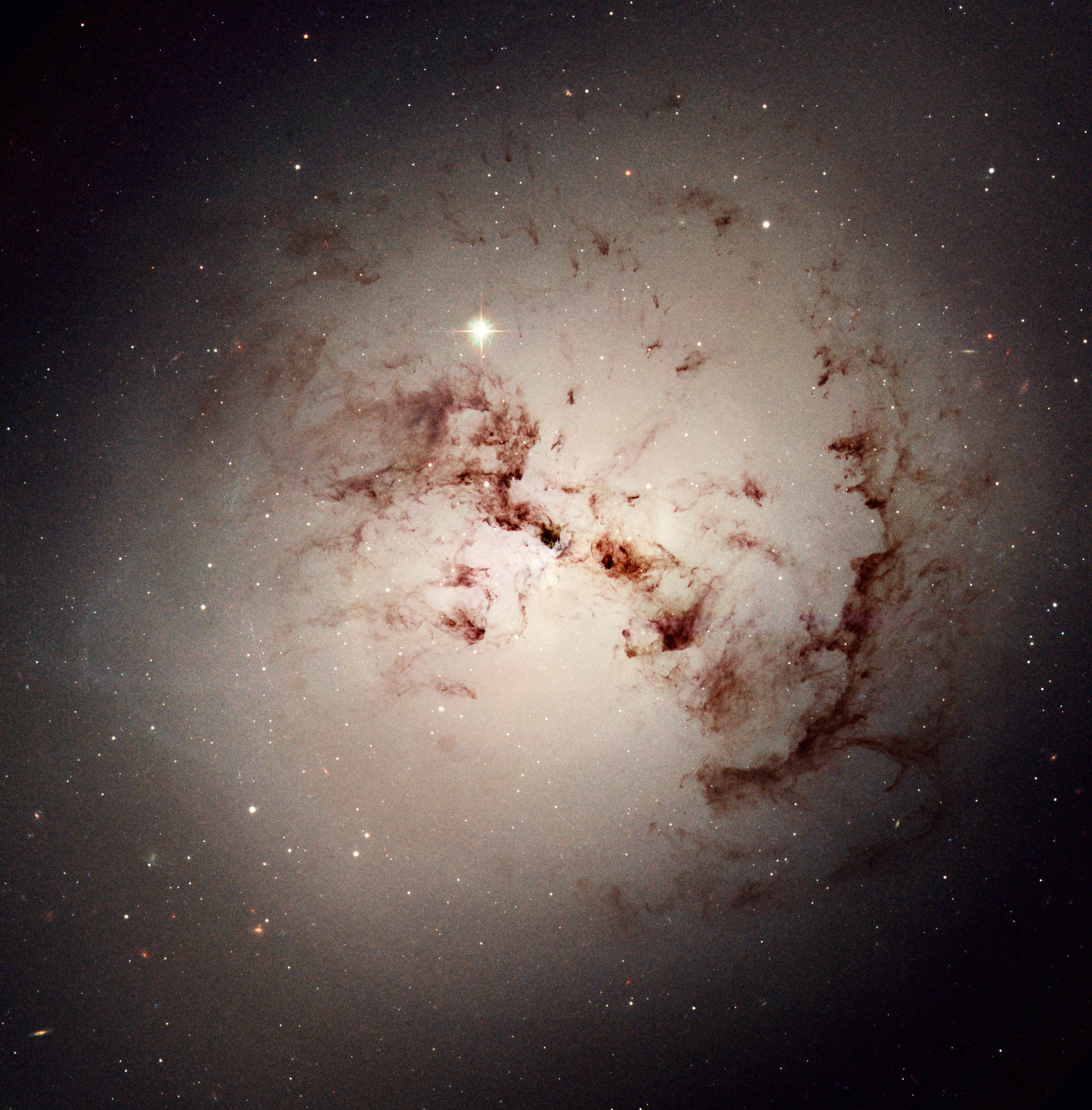
Die riesige linsenförmige Galaxie NGC 1316 (Fornax A) im Fornax-Galaxienhaufen

Der Fornax-Galaxienhaufen ist eine große Ansammlung von Galaxien, die im Sternbild Chemischer Ofen (Fornax) über ein Gebiet mit etwa 5° Winkeldurchmesser verteilt liegt. Im Katalog von George Ogden Abell ist er unter der Bezeichnung Abell S0373 zu finden.
Dieser Galaxienhaufen ist mit einer Entfernung von etwa 60 Millionen Lichtjahren (18,5 Mpc) der zweitreichste Haufen innerhalb einer Entfernung von 100 Millionen Lichtjahren, an Größe übertroffen nur durch den etwa dreimal so großen Virgo-Galaxienhaufen. Er enthält etwa 50–60 hellere Galaxien, von denen drei zu den größten Galaxien in diesem Teil des Universums zählen. Die elliptische Galaxie NGC 1399 ist eine cD-Galaxie mit ausgedehntem diffusen Halo, wie sie typischerweise in großen Galaxienhaufen (z. B. im Coma-Galaxienhaufen) vorkommen. Die große Balkenspiralgalaxie NGC 1365 kann als Prototyp dieser Galaxienklasse gesehen werden und ist als solcher das prominenteste Mitglied des Haufens. Das größte Mitglied des Fornax-Haufens ist die riesige linsenförmige Galaxie NGC 1316, die eine scheinbare Helligkeit von 8,4 mag und einen Winkeldurchmesser von 12 Bogenminuten besitzt. Diese Galaxie ist bei einer Frequenz von 1400 MHz die viertstärkste Radioquelle am Himmel und wird daher auch als Fornax A bezeichnet.

## Entfernungsbestimmung
Der Fornax-Galaxienhaufen hat große Bedeutung für die kosmologische Entfernungsbestimmung. Da er eine wesentlich kleinere Masse besitzt als der etwa gleich weit entfernte Virgo-Haufen, ist sein gravitativer Einfluss auf unsere Lokale Gruppe weit geringer. Während der Virgo-Haufen durch seine große Masse eine Anziehung der Lokalen Gruppe bewirkt (engl. Virgo-Infall), bewegt sich der Fornax-Haufen weitgehend mit dem großräumigen Hubble-Fluss. Durch eine direkte Entfernungsbestimmung der Galaxien im Fornax-Haufen lässt sich daher aus deren Rotverschiebung die Hubble-Konstante bestimmen. Durch die relativ geringe Entfernung des Haufens stehen heutzutage verschiedene direkte Methoden der Entfernungsbestimmung zur Verfügung. Mit der Kugelsternhaufen-Leuchtkraft-Funktion (engl. globular cluster luminosity function, GCLF) wurde 1996 die Entfernung zu etwa 16,5 Mpc bestimmt. 1998 gelang mit dem Hubble-Weltraumteleskop ebenfalls die Entfernungsbestimmung des Haufens durch die Einzelsternauflösung von veränderlichen Sternen des Cepheiden-Typs. Aus diesen Messungen resultiert der heute angenommene Wert der Entfernung des Fornax-Haufens von 18,5 Mpc. Die mittlere Rotverschiebung der Haufenmitglieder entspricht einer Schwerpunktsgeschwindigkeit von etwa 1300 km/s, so dass die aus diesen Messungen bestimmte Hubble-Konstante (nach einigen Korrekturen) H0=73 km/(s·Mpc) ergibt.